# Karang Endah Selatan
Karang Endah Selatan is een bestuurslaag in het regentschap Muara Enim van de provincie Zuid-Sumatra, Indonesië. Karang Endah Selatan telt 2933 inwoners (volkstelling 2010).